# Surendranagar Dudhrej
Surendranagar Dudhrej é uma cidade e um município no distrito de Surendranagar, no estado indiano de Gujarat.

## Demografia
Segundo o censo de 2001, Surendranagar Dudhrej tinha uma população de 156 417 habitantes. Os indivíduos do sexo masculino constituem 52% da população e os do sexo feminino 48%. Surendranagar Dudhrej tem uma taxa de literacia de 71%, superior à média nacional de 59,5%: a literacia no sexo masculino é de 77% e no sexo feminino é de 64%. Em Surendranagar Dudhrej, 12% da população está abaixo dos 6 anos de idade.